# Don Henley
Donald Hugh "Don" Henley, ameriški pevec, producent in bobnar, * 22. julij 1947. Najbolj je znan kot ustanovni član glasbene skupine Eagles, imel pa je tudi omembe vredno solo kariero. Henley je bil bobnar in pevec skupine Eagles od leta 1971 do 1980, ko se je skupina razšla, in od leta 1994 do leta 2016, ko so se spet združili. Henley je pel glavni vokal v skupini Eagles pri glasbenih uspešnicah, kot so "Witchy Woman", "Desperado", "Best of My Love", "One of These Nights", "Hotel California", "Life in the Fast Lane", "The Long Run" in "Get Over It".
Po razhodu skupine leta 1980 je Henley nadaljeval solo kariero in izdal dve leti kasneje svoj prvi solo album. Od tedaj je izdal že 5 studijskih albumov, pa tudi posnetek koncerta v živo in par kompilacijskih plošč. Leta 1984 je izdal eno svojih največjih uspešnic " The Boys of Summer" . 